# Cloroxifita
La cloroxifita és un mineral de la classe dels halurs. Rep el seu nom del grec χλωρός, verd i ζιφος, espasa, en al·lusió a l'hàbit i al color del cristall.

## Característiques
La cloroxifita és un halur de fórmula química Pb₃CuO₂Cl₂(OH)₂. Cristal·litza en el sistema monoclínic. La seva duresa a l'escala de Mohs és 2,5.
Segons la classificació de Nickel-Strunz, la cloroxifita pertany a «03.DB: Oxihalurs, hidroxihalurs i halurs amb doble enllaç, amb Pb, Cu, etc.» juntament amb els següents minerals: rickturnerita, diaboleïta, pseudoboleïta, boleïta, cumengeïta, bideauxita, hematofanita, asisita, parkinsonita, murdochita i yedlinita.

## Formació i jaciments
Va ser descoberta a la mina Higher Pitts, a la localitat de Priddy, dins el comtat de Somerset, a Anglaterra, Regne Unit. També ha estat descrita en altres indrets del mateix comtat anglès que la localitat tipus, així com dels comtats de Cornualla i Bristol. Fora del Regne Unit ha estat trobada a Alemanya, Grècia i a la República Popular de la Xina.